# Tornei di rugby a 15 dell'Europa dell'Est
Nell'Europa dell'Est il Rugby è dominato da sempre dalla Romania, anche se negli anni 70 si affacciò l'Unione Sovietica.
Con la Caduta del Muro di Berlino nel 1989, il rugby in questi paesi ha sofferto più di altri sport la fine del "dilettantismo di stato". La Romania non ha saputo ripetere le imprese degli anni 60-70-80 (vittorie su Francia e Galles) e con la disintegrazione dell'Unione Sovietica si è visto crescere la forza della Georgia.
Alla fine degli anni 50, dopo lunghi ostracismi, viene organizzato il primo di una serie di tornei: la Coppa della Vittoria.

## Coppa della Vittoria

### Coppa della Vittoria 1959
| Bucarest 19 maggio 1959 | Cecoslovacchia | 6 – 9 referto | Polonia | Stadio Dinamo |

| Bucarest 19 maggio 1959                                                | Romania | 21 – 6 referto | Germania Est | Stadio Dinamo |
| Penciu (2) Sava (2) Barbu mt Junge Penciu (2) Niculescu tr drop Mitche |         |                |              |               |
|                                                                        |         |                |              |               |
| Penciu (2) Sava (2) Barbu                                              | mt      | Junge          |              |               |
| Penciu (2) Niculescu                                                   | tr      |                |              |               |
|                                                                        | drop    | Mitche         |              |               |

| Bucarest 21 maggio 1959 | Germania Est | 0 – 22 referto | Cecoslovacchia | Stadionul Dinamo |

| Bucarest 21 maggio 1959                                                                                                  | Romania | 41 – 3 referto | Polonia | Stadionul Dinamo |
| Vusec Penciu (2) Ionescu Radulescu Sava (2) Barbu Tibuleac (2) mt Penciu tr Tibuleac c.p. Moczalski Mateescu Penciu drop |         |                |         |                  |
| |         |                |         |                  |
| Vusec Penciu (2) Ionescu Radulescu Sava (2) Barbu Tibuleac (2)                                                           | mt      |                |         |                  |
| Penciu | tr      |                |         |                  |
| Tibuleac | c.p.    | Moczalski      |         |                  |
| Mateescu Penciu | drop    |                |         |                  |

| Bucarest 24 maggio 1959            | Romania | 11 – 0 referto | Cecoslovacchia | Stadio 23 Agosto |
| Ionescu Barbu tecnica mt Penciu tr |         |                |                |                  |
|                                    |         |                |                |                  |
| Ionescu Barbu tecnica              | mt      |                |                |                  |
| Penciu                             | tr      |                |                |                  |

| Bucarest 1º luglio 1959 | Germania Est | 3 – 3 | Polonia |  |

#### Classifica
|  | Squadra        | G | V | N | P | P+ | P- | diff. | PT |
|  | -------------- | - | - | - | - | -- | -- | ----- | -- |
|  | Romania        | 3 | 3 | 0 | 0 | 73 | 9  | +64   | 6  |
|  | Polonia        | 3 | 1 | 1 | 1 | 15 | 50 | -35   | 3  |
|  | Cecoslovacchia | 3 | 1 | 0 | 2 | 28 | 20 | +8    | 2  |
|  | Germania Est   | 3 | 0 | 1 | 2 | 9  | 46 | -37   | 1  |

### Coppa della Vittoria 1960
| Altenburg 22 maggio 1960 | Polonia | 6 – 0 | Romania |  |

| Zwickau 22 maggio 1960 | Cecoslovacchia | 9 – 0 | Germania Est |  |

| Pirna 24 maggio 1960 | Germania Est | 0 – 5 | Romania |  |

| Gera 24 maggio 1960 | Cecoslovacchia | 6 – 5 | Polonia |  |

| Glauchau 26 maggio 1960 | Romania | 13 – 3 | Cecoslovacchia |  |

| 26 maggio 1960 | Polonia | 3 – 0 | Germania Est |  |

#### Classifica
|  | Squadra        | G | V | N | P | P+ | P- | diff. | PT |
|  | -------------- | - | - | - | - | -- | -- | ----- | -- |
|  | Romania        | 3 | 2 | 0 | 1 | 18 | 9  | 9     | 4  |
|  | Polonia        | 3 | 2 | 0 | 1 | 14 | 6  | 8     | 4  |
|  | Cecoslovacchia | 3 | 2 | 0 | 1 | 18 | 18 | 0     | 4  |
|  | Germania Est   | 3 | 0 | 0 | 3 | 0  | 17 | -17   | 0  |

## Coppa della Pace

### 1961

#### Risultati
| Praga 24 maggio 1961 | Cecoslovacchia | 16 – 10 | Germania Est |  |

| Bratislava 24 maggio 1961 | Polonia | 24 – 6 | Romania |  |

| Brno 26 maggio 1961 | Cecoslovacchia | 3 – 9 | Polonia |  |

| Brno 26 maggio 1961 | Germania Est | 0 – 34 | Romania |  |

| Praga 27 maggio 1961 | Cecoslovacchia | 12 – 19 | Romania |  |

| Brno 27 maggio 1961 | Germania Est | 3 – 0 | Polonia |  |

#### Classifica
|  | Squadra        | G | V | N | P | P+ | P- | diff. | PT |
|  | -------------- | - | - | - | - | -- | -- | ----- | -- |
|  | Romania        | 3 | 2 | 0 | 1 | 59 | 36 | 23    | 4  |
|  | Polonia        | 3 | 2 | 0 | 1 | 33 | 12 | 21    | 4  |
|  | Cecoslovacchia | 3 | 1 | 0 | 2 | 31 | 38 | -7    | 2  |
|  | Germania Est   | 3 | 1 | 0 | 2 | 13 | 50 | -37   | 2  |

### 1962

#### Risultati
| Piotrków 23 maggio 1962 | Cecoslovacchia | 6 – 11 | Romania |  |

| Siedlce 25 maggio 1962 | Germania Est | 5 – 25 | Romania |  |

| Pruszków 26 maggio 1962 | Polonia | 0 – 17 | Cecoslovacchia |  |

| Żyrardów 27 maggio 1962 | Polonia | 6 – 26 | Romania |  |

| Płock 28 maggio 1962 | Cecoslovacchia | 8 – 6 | Germania Est |  |

| 24 maggio 1962 | Polonia | 11 – 0 | Germania Est |  |

#### Classifica
|  | Squadra        | G | V | N | P | P+ | P- | diff. | PT |
|  | -------------- | - | - | - | - | -- | -- | ----- | -- |
|  | Romania        | 3 | 3 | 0 | 0 | 59 | 36 | 23    | 6  |
|  | Cecoslovacchia | 3 | 2 | 0 | 1 | 33 | 12 | 21    | 4  |
|  | Polonia        | 3 | 1 | 0 | 2 | 31 | 38 | -7    | 2  |
|  | Germania Est   | 3 | 0 | 0 | 3 | 13 | 50 | -37   | 0  |

### 1963

#### Risultati girone 1
| Hunedoara 20 maggio 1963 | Cecoslovacchia | 0 – 0 | Polonia |  |

#### Risultati girone 2
| Birlad maggio 1963 | Bulgaria | 3 – 9 | Germania Est |  |

| Birlad 20 maggio 1963 | Bulgaria | 3 – 70 | Romania |  |

| Birlad 22 maggio 1963 | Germania Est | 0 – 15 | Romania |  |

#### Classifica girone 2
|  | Squadra      | G | V | N | P | P+ | P- | diff. | PT |
|  | ------------ | - | - | - | - | -- | -- | ----- | -- |
|  | Romania      | 2 | 2 | 0 | 0 | 85 | 3  | 82    | 4  |
|  | Germania Est | 2 | 1 | 0 | 1 | 9  | 18 | -9    | 2  |
|  | Bulgaria     | 2 | 0 | 0 | 2 | 6  | 79 | -73   | 0  |

#### Finale
| Bucarest 26 maggio 1963 | Romania | 23 – 3 | Cecoslovacchia |  |

### 1964

#### Risultati
| Bautzen 20 maggio 1964 | Cecoslovacchia | 3 – 14 | Romania |  |

| Ostrava 22 maggio 1964 | Cecoslovacchia | 3 – 11 | Germania Est |  |

| Görlitz 2 luglio 1964 | Romania | 28 – 6 | Germania Est |  |

#### Classifica
|  | Squadra        | G | V | N | P | P+ | P- | diff. | PT |
|  | -------------- | - | - | - | - | -- | -- | ----- | -- |
|  | Romania        | 2 | 2 | 0 | 0 | 42 | 9  | 33    | 4  |
|  | Cecoslovacchia | 2 | 1 | 0 | 1 | 17 | 31 | -14   | 2  |
|  | Germania Est   | 2 | 0 | 0 | 2 | 6  | 25 | -19   | 0  |

## Torneo di Burgas
| Burgas 1º luglio 1976 | Bulgaria | 13 – 27 | Unione Sovietica |  |

| Burgas 19 settembre 1976 | Romania | 14 – 3 | Unione Sovietica |  |

| Burgas 21 settembre 1976 | Bulgaria | 0 – 100 | Romania |  |

### Classifica
|  | Squadra          | G | V | N | P | P+  | P-  | diff. | PT |
|  | ---------------- | - | - | - | - | --- | --- | ----- | -- |
|  | Romania          | 2 | 2 | 0 | 0 | 114 | 3   | 111   | 4  |
|  | Unione Sovietica | 2 | 1 | 0 | 1 | 30  | 27  | 3     | 2  |
|  | Bulgaria         | 2 | 0 | 0 | 2 | 13  | 127 | -114  | 0  |

## TorneoSocialističeskaja Industrija

### Leningrado 1975
| Leningrado 30 agosto 1975 | Polonia | 27 – 6 referto | Cecoslovacchia | Stadio Lenin |

| Leningrado 1º settembre 1975                                                    | Unione Sovietica | 28 – 0 referto | Rep. Ceca | Stadio Lenin |
| Graždan Abašidze Vdovin Sviridov mt Abašidze (3) tr Abašidze c.p. Abašidze drop |                  |                |           |              |
|                                                                                 |                  |                |           |              |
| Graždan Abašidze Vdovin Sviridov                                                | mt               |                |           |              |
| Abašidze (3)                                                                    | tr               |                |           |              |
| Abašidze                                                                        | c.p.             |                |           |              |
| Abašidze                                                                        | drop             |                |           |              |

| Leningrado 2 settembre 1975 | Unione Sovietica | 15 – 21 referto | Polonia | Stadio Lenin |

#### Classifica
|  | Squadra          | G | V | N | P | P+ | P- | diff. | PT |
|  | ---------------- | - | - | - | - | -- | -- | ----- | -- |
|  | Polonia          | 2 | 2 | 0 | 0 | 48 | 21 | 27    | 4  |
|  | Unione Sovietica | 2 | 1 | 0 | 1 | 43 | 21 | 22    | 2  |
|  | Cecoslovacchia   | 2 | 0 | 0 | 2 | 6  | 55 | -49   | 0  |

### Tbilisi 1977
| Tbilisi 29 luglio 1977 | Unione Sovietica | 37 – 3 referto | Polonia | Stadio Lokomotivi |

| Tbilisi 2 agosto 1977 | Unione Sovietica | 39 – 12 referto | Cecoslovacchia | Stadio Lokomotivi |

| Tbilisi 4 settembre 1977 | Polonia | 4 – 21 referto | Cecoslovacchia | Stadio Lokomotivi |

#### Classifica
|  | Squadra          | G | V | N | P | P+ | P- | diff. | PT |
|  | ---------------- | - | - | - | - | -- | -- | ----- | -- |
|  | Unione Sovietica | 2 | 2 | 0 | 0 | 76 | 15 | 61    | 4  |
|  | Cecoslovacchia   | 2 | 1 | 0 | 1 | 33 | 43 | -10   | 2  |
|  | Polonia          | 2 | 0 | 0 | 2 | 7  | 58 | -51   | 0  |